# Natural Fractals
Natural Fractals è un album musicale della band spagnola di musica folk Rare Folk, pubblicato nel 2006 dall'etichetta Fusion Art.

## Tracce
1. Natural Fractals
2. Psyco-Celtic
3. Copernico
4. Alegrìa
5. Glissentar
6. Hedera Helix
7. Freestyle Folk
8. Romanescu
9. Niñez